# 東アイスランド

東アイスランド
Austfirðir

東アイスランド（アイスランド語：Austfirðir）は、アイスランドの地方の一つで、アイスランド東部に位置する。面積は22,721平方キロメートル（岩手県の約1.5倍）で、2005年度の人口は11,798人である。
東アイスランドに属するバッカゲルジという村は、妖精の伝説や海鳥の観察地として有名である。